# Tmarus spinosus (Comellini)
Tmarus spinosus là một loài nhện trong họ Thomisidae.
Loài này thuộc chi Tmarus. Tmarus spinosus được miêu tả năm 1955 bởi Comellini.